# Siriella japonica
Siriella japonica är en kräftdjursart som beskrevs av Ii 1964. Siriella japonica ingår i släktet Siriella och familjen Mysidae. Inga underarter finns listade i Catalogue of Life.